# NGC 928
NGC 928 is een spiraalvormig sterrenstelsel in het sterrenbeeld Ram. Het hemelobject werd op 5 september 1864 ontdekt door de Duitse astronoom Albert Marth.

## Synoniemen
- PGC 9368
- MCG 4-6-50
- ZWG 483.60